# Drugi rząd Harolda Macmillana

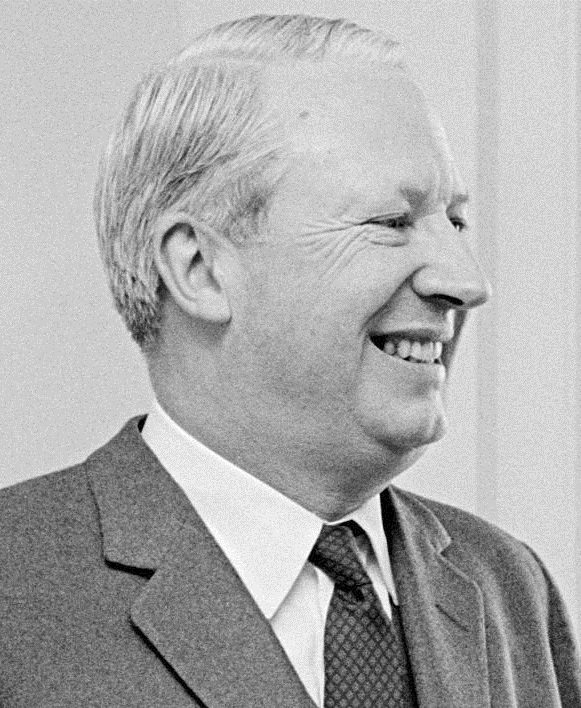
Edward Heath, minister pracy i służby narodowej, lord tajnej pieczęci

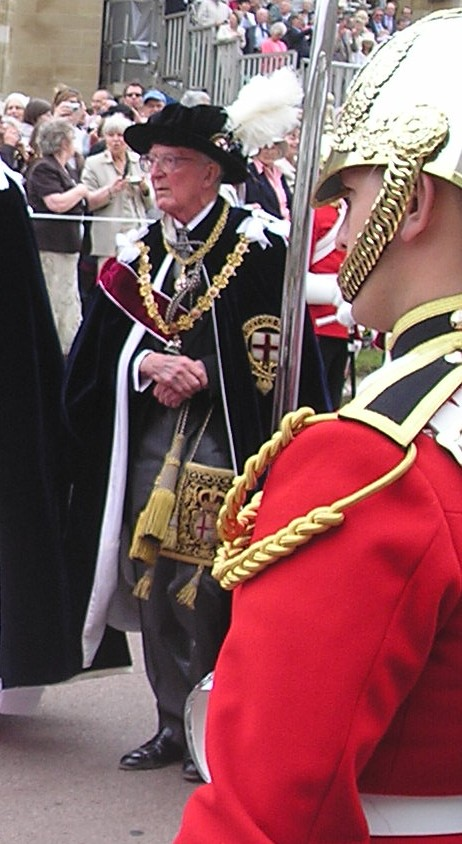
Baron Carrington, pierwszy lord Admiralicji

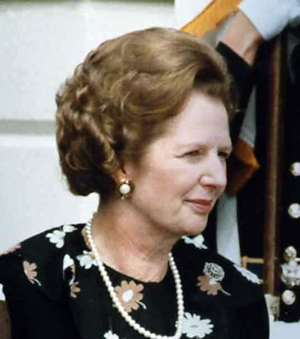
Margaret Thatcher, parlamentarny sekretarz w ministerstwie emerytur

Drugi rząd Partii Konserwatywnej pod przewodnictwem Harolda Macmillana powstał po wyborach w październiku 1959 r. i przetrwał do rezygnacji Macmillana w październiku 1963 r.
Członków ścisłego gabinetu wyróżniono tłustym drukiem.

## Skład rządu
| Urząd                                                                  | Imię i nazwisko                                   | Kadencja  |
| ---------------------------------------------------------------------- | ------------------------------------------------- | --------- |
| Premier Pierwszy lord skarbu                                           | Harold Macmillan                                  | 1959–1963 |
|                                                                        |                                                   |           |
| Pierwszy sekretarz stanu                                               | Rab Butler                                        | 1962–1963 |
| Lord kanclerz                                                          | David Maxwell-Fyfe, 1. wicehrabia Kilmuir         | 1959–1962 |
| Lord kanclerz                                                          | Reginald Manningham-Buller, 1. baron Dilhorne     | 1962–1963 |
| Lord przewodniczący Rady                                               | Alexander Douglas-Home, 14. hrabia Home           | 1959–1960 |
| Lord przewodniczący Rady                                               | Quintin Hogg, 2. wicehrabia Hailsham              | 1960–1963 |
| Lord tajnej pieczęci                                                   | Quintin Hogg, 2. wicehrabia Hailsham              | 1959–1960 |
| Lord tajnej pieczęci                                                   | Edward Heath                                      | 1960–1963 |
| Kanclerz skarbu                                                        | Derick Heathcoat-Amory                            | 1959–1960 |
| Kanclerz skarbu                                                        | Selwyn Lloyd                                      | 1960–1962 |
| Kanclerz skarbu                                                        | Reginald Maudling                                 | 1962–1963 |
| Parlamentarny sekretarz skarbu                                         | Martin Redmayne                                   | 1959–1963 |
| Finansowy sekretarz skarbu                                             | Edward Boyle                                      | 1959–1962 |
| Finansowy sekretarz skarbu                                             | Anthony Barber                                    | 1962–1963 |
| Ekonomiczny sekretarz skarbu                                           | Anthony Barber                                    | 1959–1962 |
| Ekonomiczny sekretarz skarbu                                           | Edward du Cann                                    | 1962–1963 |
| Lord skarbu                                                            | Paul Bryan                                        | 1959–1961 |
| Lord skarbu                                                            | Michael Hughes-Young                              | 1959–1962 |
| Lord skarbu                                                            | Graeme Bell Finlay                                | 1959–1960 |
| Lord skarbu                                                            | David Gibson-Watt                                 | 1959–1961 |
| Lord skarbu                                                            | Robin Chichester-Clark                            | 1960–1961 |
| Lord skarbu                                                            | John Hill                                         | 1960–1963 |
| Lord skarbu                                                            | William Whitelaw                                  | 1961–1962 |
| Lord skarbu                                                            | John Peel                                         | 1961–1963 |
| Lord skarbu                                                            | Michael Noble                                     | 1961–1962 |
| Lord skarbu                                                            | Francis Pearson                                   | 1962–1963 |
| Lord skarbu                                                            | Gordon Campbell                                   | 1962–1963 |
| Lord skarbu                                                            | Michael Hamilton                                  | 1962–1963 |
| Minister spraw zagranicznych                                           | Selwyn Lloyd                                      | 1959–1960 |
| Minister spraw zagranicznych                                           | Alexander Douglas-Home, 14. hrabia Home           | 1960–1963 |
| Minister stanu w Foreign Affairs                                       | David Ormsby-Gore                                 | 1959–1961 |
| Minister stanu w Foreign Affairs                                       | John Profumo                                      | 1959–1960 |
| Minister stanu w Foreign Affairs                                       | Joseph Godber                                     | 1961–1963 |
| Minister stanu w Foreign Affairs                                       | Henry Scrymgeour-Wedderburn, 11. hrabia Dundee    | 1961–1963 |
| Minister stanu w Foreign Affairs                                       | Peter Thomas                                      | 1963      |
| Podsekretarz stanu w Foreign Office                                    | George Petty-FitzMaurice, 8. markiz Lansdowne     | 1959–1962 |
| Podsekretarz stanu w Foreign Office                                    | Robert Allan                                      | 1959–1960 |
| Podsekretarz stanu w Foreign Office                                    | Joseph Godber                                     | 1960–1961 |
| Podsekretarz stanu w Foreign Office                                    | Peter Thomas                                      | 1961–1963 |
| Podsekretarz stanu w Foreign Office                                    | Peter Smithers                                    | 1962–1963 |
| Minister spraw wewnętrznych                                            | Rab Butler                                        | 1959–1962 |
| Minister spraw wewnętrznych                                            | Henry Brooke                                      | 1962–1963 |
| Minister stanu w Home Office                                           | Dennis Vosper                                     | 1960–1961 |
| Minister stanu w Home Office                                           | David Renton                                      | 1961–1962 |
| Minister stanu w Home Office                                           | George Jellicoe, 2. hrabia Jellicoe               | 1962–1963 |
| Podsekretarz stau w Home Office                                        | David Renton                                      | 1959–1961 |
| Podsekretarz stau w Home Office                                        | Dennis Vosper                                     | 1959–1960 |
| Podsekretarz stau w Home Office                                        | Henry Bathurst, 8. hrabia Bathurst                | 1961–1962 |
| Podsekretarz stau w Home Office                                        | Charles Fletcher-Cooke                            | 1961–1963 |
| Podsekretarz stau w Home Office                                        | Montague Woodhouse                                | 1962–1963 |
| Podsekretarz stau w Home Office                                        | Mervyn Pike                                       | 1963      |
| Pierwszy lord Admiralicji                                              | Peter Carington, 6. baron Carrington              | 1959–1963 |
| Cywilny lord Admiralicji                                               | Ian Orr-Ewing                                     | 1959–1963 |
| Cywilny lord Admiralicji                                               | John Hay                                          | 1963      |
| Minister rolnictwa, rybołówstwa i żywności                             | John Hare                                         | 1959–1960 |
| Minister rolnictwa, rybołówstwa i żywności                             | Christopher Soames                                | 1960–1963 |
| Parlamentarny sekretarz w ministerstwie rolnictwa                      | Joseph Godber                                     | 1959–1960 |
| Parlamentarny sekretarz w ministerstwie rolnictwa                      | Geoffrey Waldegrave, 12. hrabia Waldegrave        | 1959–1962 |
| Parlamentarny sekretarz w ministerstwie rolnictwa                      | William Vane                                      | 1960–1962 |
| Parlamentarny sekretarz w ministerstwie rolnictwa                      | Rowland Winn, 4. baron St Oswald                  | 1962–1963 |
| Parlamentarny sekretarz w ministerstwie rolnictwa                      | James Scott-Hopkins                               | 1962–1963 |
| Minister lotnictwa                                                     | George Ward                                       | 1957–1960 |
| Minister lotnictwa                                                     | Julian Amery                                      | 1960–1962 |
| Minister lotnictwa                                                     | Hugh Fraser                                       | 1962–1963 |
| Podsekretarz stanu w ministerstwie lotnictwa                           | William Taylor                                    | 1959–1962 |
| Podsekretarz stanu w ministerstwie lotnictwa                           | Julian Ridsdale                                   | 1962–1963 |
| Minister stanu ds. lotnictwa                                           | Duncan Sandys                                     | 1959–1960 |
| Minister stanu ds. lotnictwa                                           | Peter Thorneycroft                                | 1960–1962 |
| Minister stanu ds. lotnictwa                                           | Julian Amery                                      | 1962–1963 |
| Parlamentarny sekretarz ds. lotnictwa                                  | Geoffrey Rippon                                   | 1959–1961 |
| Parlamentarny sekretarz ds. lotnictwa                                  | Montague Woodhouse                                | 1961–1962 |
| Parlamentarny sekretarz ds. lotnictwa                                  | Basil de Ferranti                                 | 1962      |
| Parlamentarny sekretarz ds. lotnictwa                                  | Neil Marten                                       | 1962–1963 |
| Minister ds. kolonii                                                   | Iain Macleod                                      | 1959–1961 |
| Minister ds. kolonii                                                   | Reginald Maudling                                 | 1961–1962 |
| Minister ds. kolonii                                                   | Duncan Sandys                                     | 1962–1963 |
| Minister stanu w ministerstwie ds. kolonii                             | John Drummond, 8. hrabia Perth                    | 1959–1962 |
| Minister stanu w ministerstwie ds. kolonii                             | George Petty-FitzMaurice, 8. markiz Lansdowne     | 1962–1963 |
| Podsekretarz stanu w ministerstwie ds. kolonii                         | Julian Amery                                      | 1959–1960 |
| Podsekretarz stanu w ministerstwie ds. kolonii                         | Hugh Fraser                                       | 1960–1962 |
| Podsekretarz stanu w ministerstwie ds. kolonii                         | Nigel Fisher                                      | 1962–1963 |
| Podsekretarz stanu w ministerstwie ds. kolonii                         | Richard Hornby                                    | 1963      |
| Minister ds. Wspólnoty Narodów                                         | Alexander Douglas-Home, 14. hrabia Home           | 1959–1960 |
| Minister ds. Wspólnoty Narodów                                         | Duncan Sandys                                     | 1960–1962 |
| Minister stanu w ministerstwie ds. Wspólnoty Narodów                   | Cuthbert Alport                                   | 1959–1961 |
| Minister stanu w ministerstwie ds. Wspólnoty Narodów                   | Andrew Cavendish, 11. książę Devonshire           | 1962–1963 |
| Podsekretarz stanu w ministerstwie ds. Wspólnoty Narodów               | Richard Thompson                                  | 1959–1960 |
| Podsekretarz stanu w ministerstwie ds. Wspólnoty Narodów               | Andrew Cavendish, 11. książę Devonshire           | 1960–1962 |
| Podsekretarz stanu w ministerstwie ds. Wspólnoty Narodów               | Bernard Braine                                    | 1961–1962 |
| Podsekretarz stanu w ministerstwie ds. Wspólnoty Narodów               | John Tilney                                       | 1962–1963 |
| Minister obrony                                                        | Harold Watkinson                                  | 1959–1962 |
| Minister obrony                                                        | Peter Thorneycroft                                | 1962–1963 |
| Minister edukacji                                                      | David Eccles                                      | 1959–1963 |
| Parlamentarny sekretarz w ministerstwie edukacji                       | Kenneth Thompson                                  | 1959–1962 |
| Parlamentarny sekretarz w ministerstwie edukacji                       | Christopher Chataway                              | 1962–1963 |
| Minister zdrowia                                                       | Derek Walker-Smith                                | 1959–1960 |
| Minister zdrowia                                                       | Enoch Powell                                      | 1960–1963 |
| Parlamentarny sekretarz w ministerstwie zdrowia                        | Edith Pitt                                        | 1959–1962 |
| Parlamentarny sekretarz w ministerstwie zdrowia                        | Bernard Braine                                    | 1962–1963 |
| Parlamentarny sekretarz w ministerstwie zdrowia                        | Peter Legh, 4. baron Newton                       | 1962–1963 |
| Minister ds. budownictwa, samorządu lokalnego i Walii                  | Henry Brooke                                      | 1959–1961 |
| Minister ds. budownictwa, samorządu lokalnego i Walii                  | Charles Hill                                      | 1961–1962 |
| Minister ds. budownictwa, samorządu lokalnego i Walii                  | Keith Joseph                                      | 1962–1963 |
| Minister stanu ds. Walii                                               | David Lewis, 1. baron Brecon                      | 1959–1963 |
| Parlamentarny sekretarz ministerstwa budownictwa i samorządu lokalnego | Keith Joseph                                      | 1959–1961 |
| Parlamentarny sekretarz ministerstwa budownictwa i samorządu lokalnego | George Jellicoe, 2. hrabia Jellicoe               | 1961–1962 |
| Parlamentarny sekretarz ministerstwa budownictwa i samorządu lokalnego | Geoffrey Rippon                                   | 1961–1962 |
| Parlamentarny sekretarz ministerstwa budownictwa i samorządu lokalnego | Frederick Corfield                                | 1962–1963 |
| Parlamentarny sekretarz ministerstwa budownictwa i samorządu lokalnego | Edward Astley, 22. baron Hastings                 | 1962–1963 |
| Minister pracy i służby narodowej                                      | Edward Heath                                      | 1959–1960 |
| Minister pracy i służby narodowej                                      | John Hare                                         | 1960–1963 |
| Parlamentarny sekretarz w ministerstwie pracy                          | Peter Thomas                                      | 1959–1961 |
| Parlamentarny sekretarz w ministerstwie pracy                          | Alan Green                                        | 1961–1962 |
| Parlamentarny sekretarz w ministerstwie pracy                          | William Whitelaw                                  | 1962–1963 |
| Kanclerz Księstwa Lancaster                                            | Charles Hill                                      | 1959–1961 |
| Kanclerz Księstwa Lancaster                                            | Iain Macleod                                      | 1961–1963 |
| Paymaster-General                                                      | Percy Mills, 1. baron Mills                       | 1959–1961 |
| Paymaster-General                                                      | Henry Brooke                                      | 1961–1962 |
| Paymaster-General                                                      | John Boyd-Carpenter                               | 1962–1963 |
| Minister emerytur i zabezpieczenia socjalnego                          | John Boyd-Carpenter                               | 1959–1962 |
| Minister emerytur i zabezpieczenia socjalnego                          | Niall Macpherson                                  | 1962–1963 |
| Parlamentarny sekretarz w ministerstwie emerytur                       | William Vane                                      | 1959–1960 |
| Parlamentarny sekretarz w ministerstwie emerytur                       | Patricia Hornsby-Smith                            | 1959–1961 |
| Parlamentarny sekretarz w ministerstwie emerytur                       | Bernard Braine                                    | 1960–1961 |
| Parlamentarny sekretarz w ministerstwie emerytur                       | Richard Sharples                                  | 1961–1962 |
| Parlamentarny sekretarz w ministerstwie emerytur                       | Margaret Thatcher                                 | 1961–1963 |
| Parlamentarny sekretarz w ministerstwie emerytur                       | Lynch Maydon                                      | 1962–1963 |
| Minister bez teki                                                      | Henry Scrymgeour-Wedderburn, 11. hrabia Dundee    | 1959–1961 |
| Minister bez teki                                                      | Percy Mills, 1. baron Mills                       | 1961–1962 |
| Minister bez teki                                                      | Bill Deedes                                       | 1962–1963 |
| Poczmistrz generalny                                                   | Reginald Bevins                                   | 1959–1963 |
| Asystent poczmistrza generalnego                                       | Mervyn Pike                                       | 1959–1963 |
| Asystent poczmistrza generalnego                                       | Raymond Llewellyn Mawby                           | 1963      |
| Minister ds. energii                                                   | Richard Wood                                      | 1959–1963 |
| Parlamentarny sekretarz w ministerstwie ds. energii                    | John George                                       | 1959–1962 |
| Parlamentarny sekretarz w ministerstwie ds. energii                    | John Peyton                                       | 1962–1963 |
| Minister ds. nauki                                                     | Quintin Hogg, 2. wicehrabia Hailsham              | 1959–1963 |
| Minister ds. Szkocji                                                   | John Maclay                                       | 1959–1962 |
| Minister ds. Szkocji                                                   | Michael Noble                                     | 1962–1963 |
| Minister stanu w ministerstwie ds. Szkocji                             | Jack Nixon Browne                                 | 1959–1963 |
| Podsekretarz stanu w ministerstwie ds. Szkocji                         | Niall Macpherson                                  | 1959–1960 |
| Podsekretarz stanu w ministerstwie ds. Szkocji                         | Tam Galbraith                                     | 1959–1962 |
| Podsekretarz stanu w ministerstwie ds. Szkocji                         | Gilmour Leburn                                    | 1959–1963 |
| Podsekretarz stanu w ministerstwie ds. Szkocji                         | Richard Brooman-White                             | 1960–1963 |
| Podsekretarz stanu w ministerstwie ds. Szkocji                         | Priscilla Buchan, baronowa Tweedsmuir             | 1962–1963 |
| Podsekretarz stanu w ministerstwie ds. Szkocji                         | Anthony Stodart                                   | 1963      |
| Minister ds. współpracy technicznej                                    | Dennis Vosper                                     | 1961–1963 |
| Minister ds. współpracy technicznej                                    | Robert Carr                                       | 1963      |
| Przewodniczący Zarządu Handlu                                          | Reginald Maudling                                 | 1959–1961 |
| Przewodniczący Zarządu Handlu                                          | Frederick Erroll                                  | 1961–1963 |
| Minister stanu ds. handlu                                              | Frederick Erroll                                  | 1959–1961 |
| Minister stanu ds. handlu                                              | Keith Joseph                                      | 1961–1962 |
| Minister stanu ds. handlu                                              | Alan Green                                        | 1962–1963 |
| Minister stanu ds. handlu                                              | Patrick Vanden-Bempde-Johnstone, 4. baron Derwent | 1962–1963 |
| Parlamentarny sekretarz przy Zarządzie Handlu                          | John Rodgers                                      | 1959–1960 |
| Parlamentarny sekretarz przy Zarządzie Handlu                          | Niall Macpherson                                  | 1960–1962 |
| Parlamentarny sekretarz przy Zarządzie Handlu                          | David Price                                       | 1962–1963 |
| Minister transportu                                                    | Ernest Marples                                    | 1959–1963 |
| Parlamentarny sekretarz w ministerstwie transportu                     | John Hay                                          | 1959–1963 |
| Parlamentarny sekretarz w ministerstwie transportu                     | John Cavendish, 5. baron Chesham                  | 1959–1963 |
| Parlamentarny sekretarz w ministerstwie transportu                     | John Hughes-Hallett                               | 1961–1963 |
| Parlamentarny sekretarz w ministerstwie transportu                     | Tam Galbraith                                     | 1963      |
| Minister wojny                                                         | Christopher Soames                                | 1959–1960 |
| Minister wojny                                                         | John Profumo                                      | 1960–1963 |
| Minister wojny                                                         | Joseph Godber                                     | 1963      |
| Podsekretarz stanu i finansowy sekretarz w ministerstwie wojny         | Hugh Fraser                                       | 1959–1960 |
| Podsekretarz stanu i finansowy sekretarz w ministerstwie wojny         | James Ramsden                                     | 1960–1963 |
| Minister robót                                                         | Lord John Hope                                    | 1959–1962 |
| Minister robót                                                         | Geoffrey Rippon                                   | 1962–1963 |
| Parlamentarny sekretarz w ministerstwie robót                          | Harmar Nicholls                                   | 1959–1960 |
| Parlamentarny sekretarz w ministerstwie robót                          | Richard Thompson                                  | 1960–1962 |
| Parlamentarny sekretarz w ministerstwie robót                          | Richard Sharples                                  | 1962–1963 |
| Prokurator generalni                                                   | Reginald Manningham-Buller                        | 1959–1962 |
| Prokurator generalni                                                   | John Hobson                                       | 1962–1963 |
| Radca generalny Anglii i Walii                                         | Jocelyn Simon                                     | 1959–1962 |
| Radca generalny Anglii i Walii                                         | John Hobson                                       | 1962      |
| Radca generalny Anglii i Walii                                         | Peter Rawlinson                                   | 1962–1963 |
| Lord adwokat                                                           | William Rankine Milligan                          | 1959–1960 |
| Lord adwokat                                                           | William Grant                                     | 1960–1962 |
| Lord adwokat                                                           | Ian Shearer                                       | 1962–1963 |
| Solicitor General Szkocji                                              | William Grant                                     | 1959–1960 |
| Solicitor General Szkocji                                              | David Colville Anderson                           | 1960–1963 |
| Skarbnik Dworu Królewskiego                                            | Peter Legh                                        | 1959–1960 |
| Skarbnik Dworu Królewskiego                                            | Edward Wakefield                                  | 1960–1962 |
| Skarbnik Dworu Królewskiego                                            | Michael Hughes-Young                              | 1962–1963 |
| Kontroler Dworu Królewskiego                                           | Harwood Harrison                                  | 1959–1961 |
| Kontroler Dworu Królewskiego                                           | Robin Chichester-Clark                            | 1961–1963 |
| Wiceszambelan Dworu Królewskiego                                       | Edward Wakefield                                  | 1959–1960 |
| Wiceszambelan Dworu Królewskiego                                       | Richard Brooman-White                             | 1960      |
| Wiceszambelan Dworu Królewskiego                                       | Graeme Finlay                                     | 1960–1963 |
| Kapitan Gentlemen-at-Arms                                              | Michael Hicks-Beach, 2. hrabia St Aldwyn          | 1959–1963 |
| Kapitan Ochotników Gwardii                                             | William Onslow, 6. hrabia Onslow                  | 1959–1960 |
| Kapitan Ochotników Gwardii                                             | Peter Legh, 4. baron Newton                       | 1960–1962 |
| Kapitan Ochotników Gwardii                                             | John Goschen, 3. wicehrabia Goschen               | 1962–1963 |
| Lord-in-waiting                                                        | Henry Bathurst, 8. hrabia Bathurst                | 1959–1961 |
| Lord-in-waiting                                                        | Rowland Winn, 4. baron St Oswald                  | 1959–1962 |
| Lord-in-waiting                                                        | George Jellicoe, 2. hrabia Jellicoe               | 1961–1961 |
| Lord-in-waiting                                                        | Edward Astley, 22. baron Hastings                 | 1961–1962 |
| Lord-in-waiting                                                        | Bertram Bowyer, 2. baron Denham                   | 1961–1963 |
| Lord-in-waiting                                                        | Peter Kerr, 12. markiz Lothian                    | 1962–1963 |
| Lord-in-waiting                                                        | Robert Shirley, 13. hrabia Ferrers                | 1962–1963 |